# Angraecum platycornu
Angraecum platycornu är en orkidéart som beskrevs av Hermans, P.J.Cribb och Jean Marie Bosser. Angraecum platycornu ingår i släktet Angraecum och familjen orkidéer. Inga underarter finns listade i Catalogue of Life.